# Фадеевка (Самарская область)
Фаде́евка — посёлок в Шенталинском районе Самарской области. Входит в состав сельского поселения Старая Шентала.

## География
Посёлок находится на расстоянии примерно 12 км (по прямой) на юг от районного центра станции Шентала.

## Население
| 2010 |
| ---- |
| 2    |

Постоянное население составляло 0 человек в 2002 году, 2 человека в 2010 году.

## Улицы
В посёлке имеется одна улица: Фадеевская.